# Johannes Tingvall
Johannes Ingmari Tingvall, född 1667 i Filipstad, död 13 december 1702 i Sendomir, Polen, var en svensk fältsuperintendent och länge felaktigt antagen utnämnd till biskop i Göteborg. 

## Biografi
Johan Tingvall föddes 1667. Han var son till borgmästaren Ingmar Larsson Tingvall i Filipstad. Tingvall avlade magistergraden och blev 1697 överhovpredikant. Han blev 1701 fältsuperintendent. Tingvall avled 1702 utanför Sendomir i Polen.

### Familj
Tingvall gifte sig 6 januari 1695 med Christina Andersén (1670–1738), dotter till köpmannen Thomas Anderssen. Paret fick barnen Carl Johan Tingvall och Margaretha Tingvall. Änkan gifte om sig med Chrispin Insulander.